# Free the Slaves
Free the Slaves (en français Libérez les Esclaves) est une organisation non gouvernementale internationale et un groupe de pression, créé pour faire campagne contre la pratique moderne de l'esclavage dans le monde. Elle a été formée en tant qu'organisation sœur d'Anti-Slavery International, mais est depuis devenue une entité distincte et n'a aucune relation directe avec elle.

## Programmes
Free the Slaves opère actuellement en Inde, au Népal, au Ghana, en République démocratique du Congo, en Haïti, au Sénégal, en République dominicaine et au Brésil. Les pays sont ciblés en fonction de la prévalence de l'esclavage. L'organisation décerne des « Prix de la liberté » pour honorer les personnes et les organisations qui luttent pour mettre fin à l'esclavage. Les gagnants ont inclus Veeru Kohli en 2009 et Timea Nagy en 2012.

## Soutiens
Free the Slaves a travaillé avec des musiciens tels que Jason Mraz et la lauréate d'un Grammy Award Esperanza Spalding. Cette dernière a donné un concert au bénéfice de FTS en décembre 2012, mettant en vedette Bobby McFerrin, Gretchen Parlato et auquel a participé Paul Simon. Elle a également collecté des fonds pour l'organisation lors de sa tournée estivale.
D'autres soutiens au fil des ans ont inclus Carla Gugino, Vincent Kartheiser, Camilla Belle, Forest Whitaker, Demi Moore et Ashton Kutcher,.